# نمط داخلي (طب)
النمط الداخلي (بالإنجليزية: Endotype)‏، هو فرع من الحالة الصحية، والذي يحدد من خلال آلية وظيفية، أو بيولوجية مرضية متميزة. وهو يختلف عن النمط الظاهري، وهو أي خاصية أو سمة يمكن ملاحظتها للمرض، مثل النمو أو الخصائص الكيميائية الحيوية، أو الفسيولوجية دون أي تأثير على الآلية. من المتصور أن المرضى الذين لديهم نمط داخلي محدد يقدمون أنفسهم ضمن مجموعات من الأمراض المظهرية.
أحد الأمثلة على ذلك هو الربو، والذي يعتبر متلازمة تتكون من سلسلة من الأنماط الداخلية. ويرتبط هذا بمفهوم كيان المرض.

## كيان المرض
المفهوم الرئيسي في علم تصنيف الأمراض هو كيان المرض. عادة، هناك طريقتان لتحديد كيان المرض: المعايير المظهرية، والمعايير السببية.
- المعايير الظاهرية، هذه مجموعة من المعايير المبنية على العلامات والأعراض والنتائج المخبرية التي تحدد المرض. يحددون المرض من خلال أعراضه ونتائجه الطبية.
- المعايير السببية، هذه هي سلسلة من الأحداث السببية التي تحدد المرض وتصف كيفية تطوره. يصفون المرض من خلال مسبباته.

وفقًا لفريد جيفورد، تؤدي هذه المعايير إلى عرض أي كيان مرضي في ثلاثة أشكال مختلفة:
- المرض كأعراض، يعرّف المرض من خلال الأعراض والعلامات التي ينتجها. وفي الواقع يمكن القول أن المرض هو جمعهم. إنها الطريقة الكلاسيكية لتعريف المرض أو الحالة.
- المرض كحالة، لا يعرّف المرض من خلال مجموعة من الأعراض ولكن من خلال الحالة الأساسية للجسم، بما في ذلك الأنسجة المرضية والخلايا غير الطبيعية وأي نتائج طبية عامة أخرى. وهذا النوع من التعريف يسمح للباحثين بالحديث عن الأمراض الصامتة، والتي لا يمكن اعتبارها كذلك بالتعريف السابق. أنصار هذا النوع من الكيانات هم على سبيل المثال رودولف فيرشو.
- المرض كعملية، في القرن العشرين، ظهر مفهوم ثالث للمرض، استنادًا إلى أعمال كارولين ويتبيك في عام 1977. اقترح وايتبيك أنه يمكن تعريف المرض من خلال المسار السريري لمجموعة من المرضى غير المعالجين. وتجادل أيضًا بأن الأمراض عبارة عن عمليات معقدة تعتبر المظاهر الفيزيولوجية المرضية والسريرية جزءًا مناسبًا منها (على عكس التأثيرات).

بعد اتباع فريد جيفورد مرة أخرى، يمكن أن يشمل في الواقع كل من التعريفات السابقة، المسببات المرضية، أو يمكن أن يكون ملحدًا من الناحية المسببة. ويواصل مؤلفون آخرون تصنيف وايتبيك، تاركين ثلاثة أنواع فقط من التعريف (السريري، والمرضي، والمسببات المرضية).
من المهم ملاحظة أن تعريف العالم الحقيقي يكون عادة هجينًا بين هذه الأنواع المذكورة أعلاه، ويجب أن يستخدم النمط الداخلي جميع الأوصاف الثلاثة لضمان الخصوصية، بما في ذلك المسببات المرضية.